# Metoda elementów dyskretnych
Metoda elementów dyskretnych (ang. discrete element method) – zbiór metod numerycznych i algorytmów mające na celu obliczenie właściwości fizycznych dużej liczby obiektów w ruchu swobodnym. Przykładowymi obiektami (najczęściej występującymi w symulacjach) są:
- materiały przechowywane w silosach np. zboże, owoce itp.
- materiały sypkie np. piasek.
- ciecze i roztwory.

## Schemat działania
Symulacja MED (DEM) rozpoczyna się od umieszczenia obiektów w określonych pozycjach i nadanie im prędkości początkowych. Całkowity czas symulacji zostaje podzielony na dużą ilość przedziałów czasowych i dla pojedynczego przedziału dokonywane są obliczenia na każdym obiekcie.
Obliczenia te dla pojedynczego przedziału mają najczęściej następujący schemat:
1. Wyszukanie ewentualnych kolizji dla każdego obiektu.
2. Obliczenie właściwości fizycznych każdego obiektu.
3. Obliczenie przemieszczania obiektów na podstawie właściwości fizycznych obiektów.

W punkcie drugim najczęściej są wyliczane:
- siły kontaktu między obiektami.
- tłumienie.
- siła grawitacji oddziałująca na obiekt.
- siła Coulomba
- siła van der Waalsa

Dobór obliczanych parametrów zależy od rodzaju przeprowadzanych symulacji i wymagań użytkownika.
W punkcie trzecim stosowane są metody integrujące, tj.:
- metoda Eulera
- algorytm Verleta
- metoda leapfrog
- metoda predictor – corrector

i inne.

## Zastosowanie
W chwili obecnej większość programów wykorzystujących MED znajduje się w fazie testów i jest wykorzystywane głównie przez instytuty badawcze. W związku z tym zastosowanie tego typu programów może być o wiele szersze niż te jakie na dzisiaj przewidujemy.
Obecnie stosuje się między innymi w:
- farmaceutyce – np. symulacje mieszania składników leków.
- rolnictwie – np. symulacje napełniania silosa zbożem i przewidywanie jego ewentualnych pęknięć, symulacji przechowywania produktów spożywczych.
- agrofizyce – np. modelowanie aparatu Jennikego wykorzystywane do badania

wytrzymałości materiału i jego zachowania przy użyciu dużych sił działających na nie.
- chemii – np. symulacja przechowywania materiałów chemicznych.
- przemyśle – np. symulacja transportu materiałów sypkich.